# Gaspard Jean-Baptiste Brunet
Gaspard Jean-Baptiste Brunet (14 de junio de 1734 - 15 de noviembre de 1793) estuvo al mando del ejército francés de Italia Ejército de Italia (Francia) durante las Guerras Revolucionarias Francesas y fue ejecutado durante el Reino del Terror. A pesar de este destino, su hijo Jean Baptiste Brunet también fue nombrado general francés.

## Biografía

### Orígenes
Gaspard Jean-Baptiste de Brunet es hijo de Jean-Baptiste de Brunet, escudero, capitán de Dragones, gobernador de la ciudad de Manosque y caballero de la orden militar de Saint- Louis  y Anne Rose de Salve. Es el padre del general Jean-Baptiste Brunet
Es nieto de Paul de Brunet, señor de Estoublon y Molan, casado el 11 de noviembre de 1666 en Manosque con Marie de Robert.

### Carrera militar

#### Bajo elAntiguo Régimen
Comenzó su carrera militar en la artillería en 1755 y se convirtió en teniente del Regimiento de Guardias de Lorena el  del mismo año. Sirvió en Alemania (Guerra de los Siete Años) de 1757 a 1758. El 31 de marzo de 1759, se convirtió en capitán del mismo regimiento, luego ayudante mayor el 13 de mayo de 1759. Volvió a servir en Alemania desde 1761 hasta 1762, y fue nombrado caballero de la Saint-Louis el 2 de marzo de 1773.
Su carrera continuó sirviendo en varios cuerpos, y el 4 de julio de 1777 comandó una compañía de granaderos. El 1 de octubre siguiente, fue capitán de una compañía de fusileros, el 28 de marzo de 1778, mayor en el regimiento de Auxonne. Se convirtió en teniente coronel el 8 de abril de 1779.

#### Bajo la Revolución
Se convirtió en mariscal de campo (general de brigada) en 1791 y sirvió en el Ejército de Italia bajo Jacques Bernard d'Anselme en 1792. Después de un breve período como interino comandante del ejército en el invierno de 1792-1793, fue ascendido general de división y asumió los deberes de comandante en jefe de mayo a agosto de 1793. Su derrota en Saorgio y las sospechas de los todopoderosos representantes en misión hicieron que fuera arrestado, encarcelado y guillotinado.
BRUNET es uno de los nombres inscritos bajo el Arco del Triunfo, en la Columna 23.